# ТО-55
ТО-55 или Танк огнемётный 55 модель — советский огнемётный танк.
ТО-55 производился с 1958 года по 1973 год. Выпущено 830 ТО-55. В 1993 году снят с вооружения.

## История создания
После принятия на вооружение огнемётного танка ОТ-54 были начаты работы по созданию нового огнемётного танка. В 1955 году был готов проект и изготовлены образцы нового танкового огнемёта АТО-200.
В декабре 1958 года на Заводе им. Малышева был изготовлен опытный образец огнемётного танка «Объект 482», который был отправлен на испытания, проходившие со 2 марта по 15 июля 1959 года. После испытаний в 1961 году была изготовлена небольшая установочная партия из 10 машин, однако в них за базу был взят средний и основной танк Т-55, который и был в дальнейшем использован при серийном производстве огнемётного танка ТО-55. Серийно ТО-55 изготавливался на Омском заводе транспортного машиностроения в период с 1968 года по 1973 год, где был выпущен в количестве 820 единиц.
Опытный образец огнемётного танка ТО-55. Был создан на базе среднего и основного танка Т-54Б. Отличался от базовой машины установкой огнемёта АТО-200 вместо спаренного пулемёта СГМТ и отсутствием зенитного пулемёта ДШК.
Компоновка и устройство опытного образца по сравнению с серийным огнемётным танком ОТ-54 практически не отличались. Изменения коснулись установки нового огнемёта АТО-200, а также оборудования стабилизатора вооружения «Циклон».
Возимый боезапас составлял 20 выстрелов к пушке, 1500 патронов к пулемёту СГМТ, 12 пороховых патронов и 12 зажигательных патронов ЗП-2 для огнемёта АТО-200.

## Описание конструкции
Максимальная дальность огнеметания составляла 200 метров. Ёмкость огнемётного выстрела была увеличена до 35 литров, а процесс огнеметания был полностью автоматизирован. Бак для огнесмеси ёмкостью 460 литров был размещён в носовой части корпуса вместо топливных баков-стеллажей.
Танк являлся дальнейшим развитием ОТ-54 и отличался от него новой базой и огнемётным вооружением. Автоматический огнемёт АТО-200, установленный в башне вместо спаренного пулемёта, был стабилизирован вместе с пушкой в двух плоскостях наведения. По сравнению с танком ОТ-54 прицельное огнеметание было возможно с места и с ходу со скорострельностью до 8 выстрелов в минуту.
Для подвода огнесмеси в башню в средней части корпуса на днище имелось вращающееся жидкостное устройство. Боекомплект танка составлял 25 выстрелов к пушке, 12 огневых выстрелов к огнемёту и 750 патронов к курсовому пулемёту. Остальные боевые и технические характеристики были такими же, как у танка Т-55.

## Сохранившиеся экземпляры
На данный момент (2023 год) один из сохранившихся экземпляров находится в Танковом музее в городе Кубинка и один в музее «Техника XX века в Приморском крае» в городе Владивостоке.